# Guinglo-Tahouaké
Guinglo-Tahouaké est une ville située à l'ouest de la Côte d'Ivoire et appartenant au département de Bangolo, dans la Région des Montagnes. La localité de Guinglo-Tahouaké est un chef-lieu de commune et de sous-préfecture .